# Джельфа (вілаєт)
Джельфа (араб. ولاية الجلفة‎‎) — вілаєт Алжиру. Адміністративний центр — м. Джельфа. Площа — 66 415 км². Населення — 1 223 223 особи (2008).

## Географічне положення
На півночі межує з вілаєтом Медея, на сході — з вілаєтами Мсіла та Біскра, на півдні — з вілаєтами Уаргла та Гардая, на заході — з вілаєтами Лагуат і Тіарет.

## Адміністративний поділ
Поділяється на 12 округів та 36 муніципалітетів.